# Joško Gluić
Joško Gluić (Spalato, 23 settembre 1951) è un ex calciatore jugoslavo, di ruolo centrocampista o attaccante.

## Palmarès

### Competizioni nazionali
- Campionato jugoslavo: 2

Hajduk Spalato: 1970-1971, 1973-1974
- Coppa di Jugoslavia: 1

Hajduk Spalato: 1971-1972
- Campionato olandese: 1

Ajax: 1976-1977